# Jarrion Lawson
Jarrion Lawson (Texarkana (Texas), Estados Unidos, 6 de mayo de 1994) es un atleta estadounidense, especialista en al prueba de salto de longitud, con la que llegó a ser subcampeón mundial en 2017.

## Carrera deportiva
En el Mundial de Londres 2017 gana la medalla de plata en salto de longitud, tras el sudafricano Luvo Manyonga y por delante de otro sudafricano Rushwahl Samaai que ganó el bronce.